# Saint-Just, Eure
Saint-Just este o comună în departamentul Eure, Franța. În 1 ianuarie 2018 avea o populație de 1.283 de locuitori.